# الولار
الولار (ترکی آذربایجانی: Alolar) یک منطقهٔ مسکونی در جمهوری آرتساخ است که در استان شاهومیان واقع شده‌است.